# Nikolaj Heinrich
Nikolaj Heinrich (født 26.01.1938) er en grønlandsk fisker, organisationsmand og politiker. Han stiftede i midten af 1980erne det konservative protestparti Issittup Partiia, men repræsenterede senere Siumut.
Heinrich blev borgemester i Nuuk Kommune 1. december 2007 efter at daværende borgmester Agnethe Davidsen døde og besad posten frem til 1. januar 2009, hvor kommunen indgik i den nye storkommune Sermersooq.
Da kommunalbestyrelsen skulle vælge ny borgermester ved et ekstraordinært møde på Nuuk Rådhus, var det i første valgrunde Heinrich og Per Berthelsen (Demokraterne) som fik flest stemmer, og i anden valgrunde fik Heinrich 8 stemmer, mod Berthelsens 5..
Heinrich var oprindelig fisker og blev skipper på en fiskerbåd, senere havde han job inden for fiskeriorganisationer. Han var medlem af Grønlands Landsting 1987-95..